# سی‌آب
سی‌آب (به لاتین: Siyov) یک منطقه مسکونی در جمهوری آذربایجان است که در شهرستان لریک واقع شده‌است. سی‌آب ۱۱۲۰ نفر جمعیت دارد.

## ریشه واژه
سیو در زبان تالشی به‌معنی سیاه و اُو به‌معنی آب است و سی‌اُو به‌معنی آب سیاه‌رنگ است.